# David Popper
David Popper (18. června 1843 Praha – 7. srpna 1913 Baden u Vídně) byl český violoncellista a hudební skladatel židovského původu.

## Život

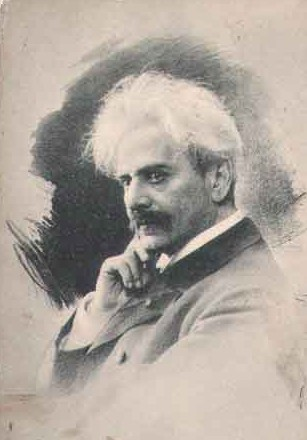
David Popper

David Popper se narodil v Praze, do rodiny pražského vrchního kantora Cikánovy synagogy, Angela Poppera a jeho manželky Ester, rozené Kischové. Jeho mladší bratr Wilhelm (1846–1915) hrál také na violoncello. Působil v orchestrech ve Vídni a v Londýně a jako pedagog v New Yorku.
David vystudoval gymnázium na Malé Straně a po maturitě studoval hru na violoncello na Pražské konzervatoři, kde byl žákem Julia Goltermanna. Již během studií zaujal svou mimořádnou technikou. Zdokonaloval se studiem metod houslové hry a brzy se stal vyhledávaným sólistou.
V roce 1872 se oženil s vynikající klavíristkou Sofií Menterovou a společně sklízeli úspěchy na koncertních cestách. Manželství však vydrželo pouze do roku 1886.
Vedle sólové dráhy byl Popper v letech 1868–1873 koncertním mistrem a sólistou Dvorní opery ve Vídni a od roku 1886 působil jako profesor na Hudební akademii v Budapešti.
Za své mistrovství byl vyznamenán Řádem Františka Josefa.
David Popper zemřel 7. srpna 1913 ve Vídni, jeho ostatky byly převezeny ke zpopelnění do Drážďan.

## Dílo
David Popper komponoval převážně pro svůj nástroj. Mimo jiné složil 4 koncerty pro violoncello a orchestr, 3 suity a řadu drobnějších přednesových skladeb. Zvláště pozoruhodné je Requiem pro 3 violoncella a orchestr.
Zanechal rovněž sbírku 40 violoncellových etud vysoké obtížnosti: Hohe Schule des Violoncellspiels.